# Capitano di fregata

Un Capitaine de frégate.

Cet article possède un paronyme, voir Capitaine de frégate.
Capitano di fregata (ou capitaine de frégate en français) est un grade militaire de la Marina militare, la marine militaire italienne.

## Description
Le grade de capitano di fregata correspond à celui de tenente colonnello dans les composantes terrestre et aérienne des forces armées italiennes. Il est le supérieur du capitano di corvetta mais est en dessous du capitano di vascello. Selon la normalisation OTAN, c'est un grade OF-4.